# Gérard Larrousse

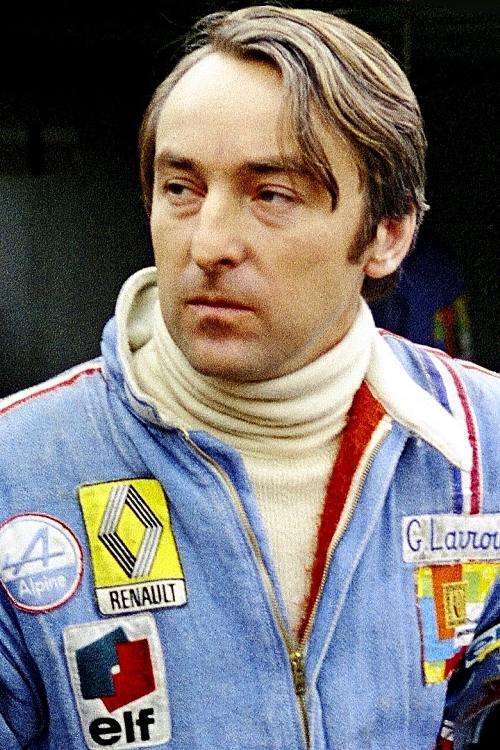
Gerard Larrousse in 1975

Gérard Larrousse (Lyon, 23 mei 1940) is een voormalig Formule 1-coureur uit Frankrijk. Hij reed in 1974 2 Grand Prix voor het team Scuderia Finotto, maar scoorde hierin geen punten. In 1973 en 1974 won hij, samen met Henri Pescarolo, de 24 uur van Le Mans. Tussen 1987 en 1994 was hij eigenaar van het Formule 1-team Larrousse.

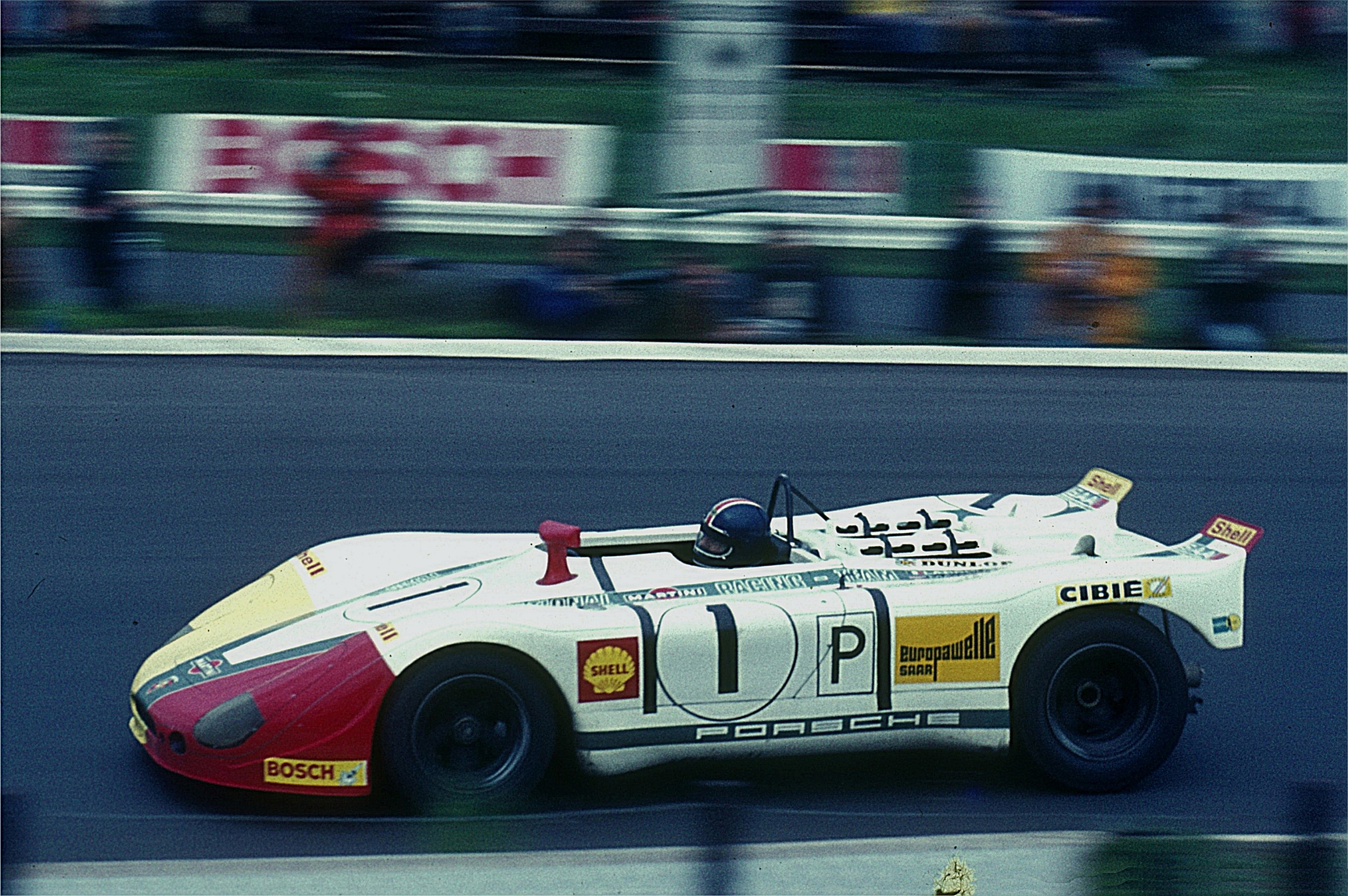
Gérard Larrousse in een Porsche 908/2 op de Nürburgring in 1970